# Aleksja González-Barros y González
Alexia González-Barros y González (ur. 7 marca 1971 r. w Madrycie, zm. 5 grudnia 1985 r. w Pampelunie) – Służebnica Boża Kościoła Rzymskokatolickiego. Hiszpańska nastolatka, która znosiła heroicznie chorobę nowotworową i zmarła w opinii świętości. "Swoim przykładem pokazała, że z łaską Bożą można zaakceptować cierpienie i znosić je ze spokojem, szczerą radością i nieustanną myślą o innych". Podstawą i silnym wsparciem rozwoju duchowego Aleksji było nauczanie św. Josemarii Escrivy, założyciela Opus Dei.
Proces beatyfikacyjny Aleksji rozpoczął się w 14 kwietnia 1993 r. W czerwcu tego samego roku akta zostały przekazane do Watykanu. W lipcu 2018 papież Franciszek promulgował dekret o heroiczności cnót. 

## W kulturze
Aleksji został poświęcony film Camino, wyróżniony nagrodą Goya za najlepszy film hiszpański z 2008 r.